# Viehschau

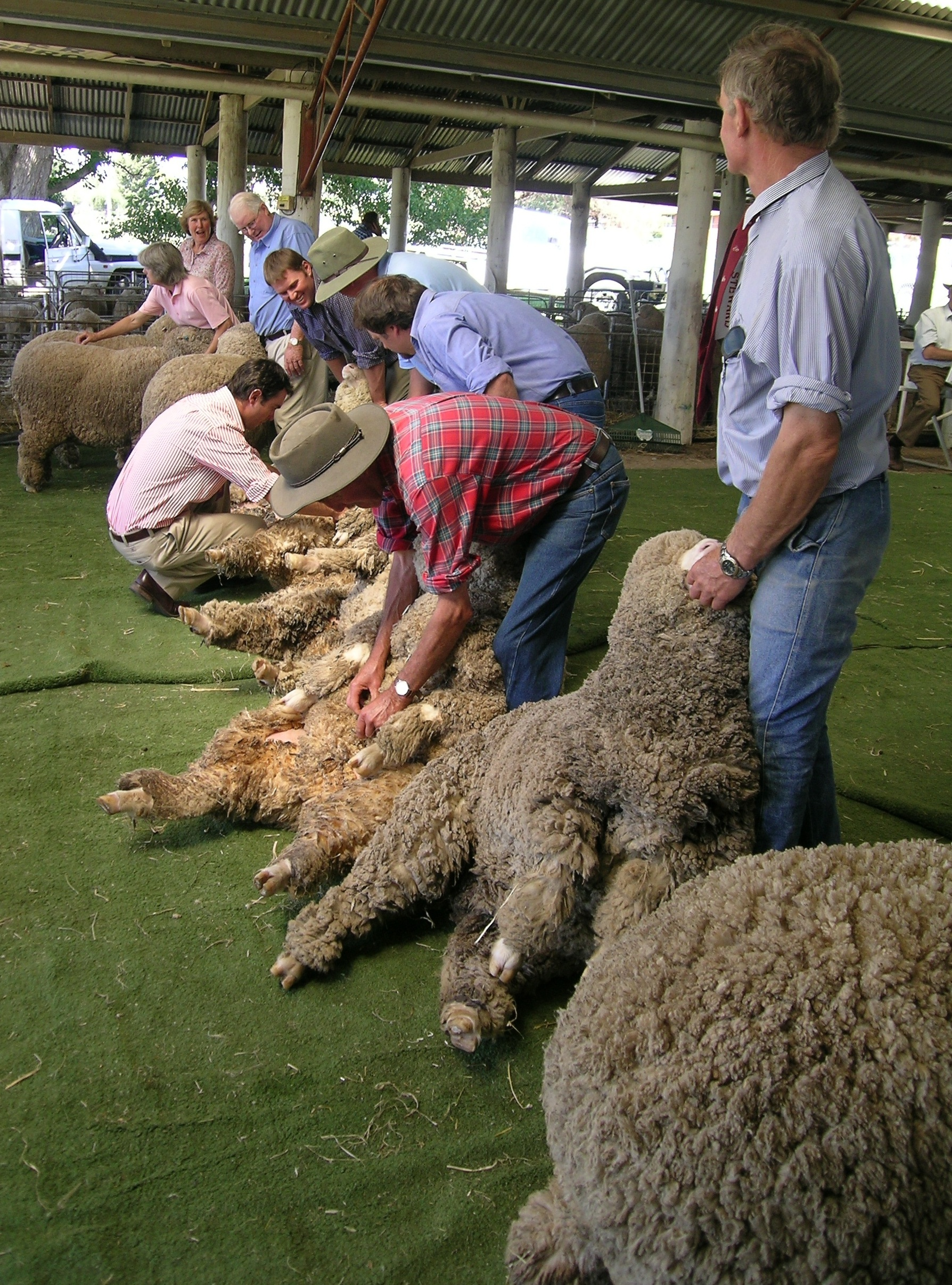
Merino-Auen werden in New South Wales beurteilt

Eine Viehschau ist eine Zuchtschau, bei der Zuchtvieh ausgestellt und nach Rassemerkmalen bewertet wird, die im jeweiligen Zuchtstandard festgelegt sind.

## Viehschauen

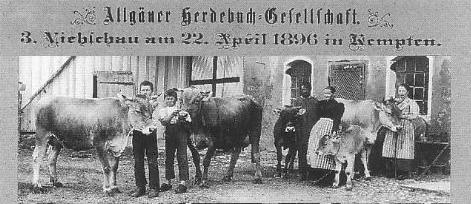
Viehschau Kempten, 1896

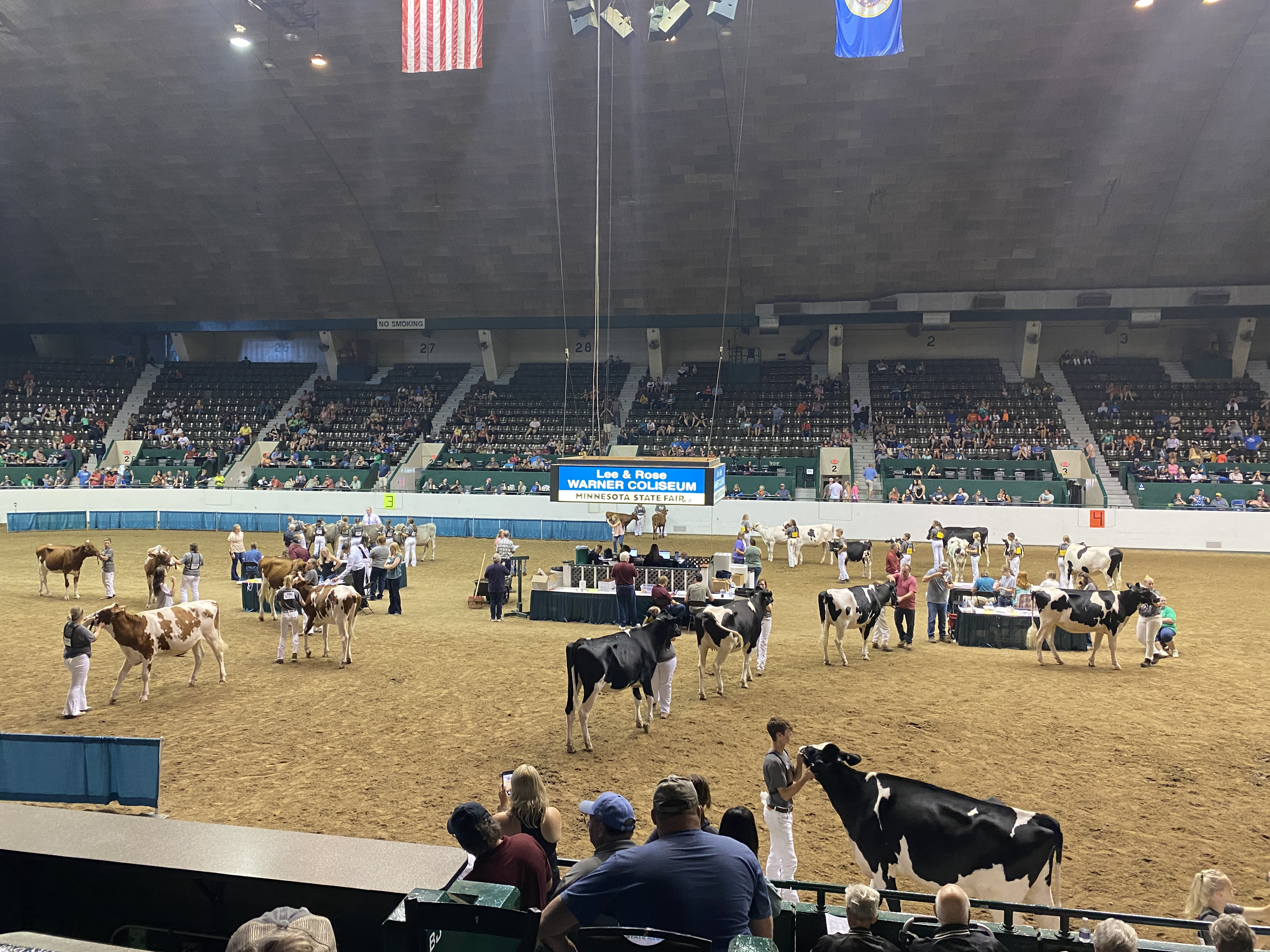
Viehschau bei der Minnesota State Fair, 2022

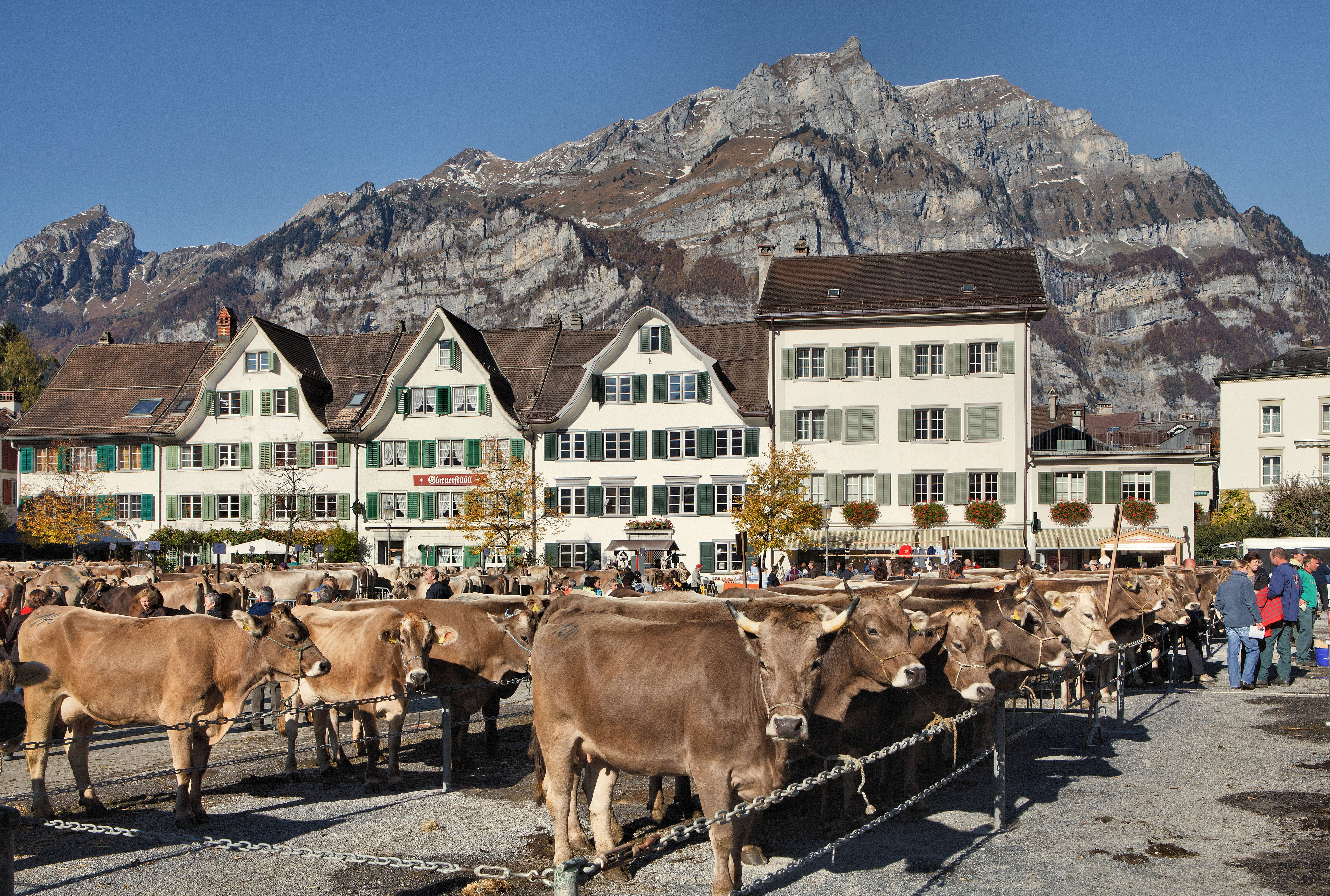
Viehschau in Glarus, 2011

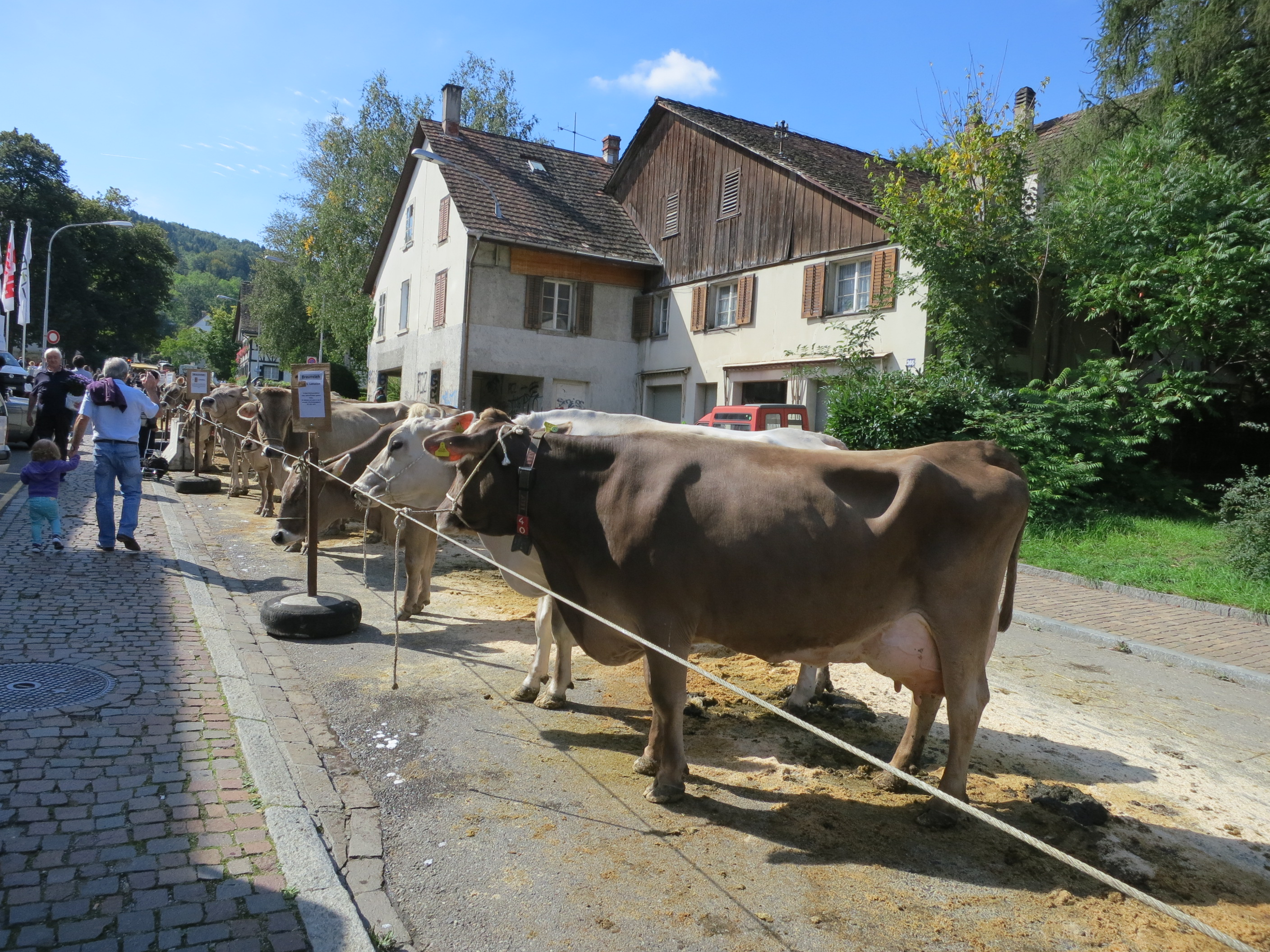
Viehschau Albisrieden, in Zürich, 2013

Zu den ausgestellten Vieharten gehören Schweine, Rinder, Schafe, Ziegen oder Pferde. Eine Viehschau kann Teil einer Landwirtschaftsausstellung sein.

### Deutschland
Der Beerfelder Pferde-, Fohlen- und Zuchtviehmarkt ist ein Volksfest im hessischen Beerfelden, das seit dem Jahr 1901 jeweils am Wochenende des zweiten Sonntags im Juli stattfindet. Die Zuchtviehschau am Montag ist die größte Tierschau Hessens mit einem Viehauftrieb von über 400 Nutztieren, insbesondere Rindern verschiedener Rassen, Pferden, Schafen, Ziegen, Alpakas und Geflügel. Die Bewertungen der Tiere sind nach wie vor ein wichtiger Gradmesser für die Zuchterfolge der einzelnen Züchter. In früheren Zeiten fand bei diesem Anlass auch ein Viehmarkt statt. Heute werden Viehschauen veranstaltet, die als das „Schaufenster“ der südhessischen Landwirtschaft gelten.
Beim Lukasmarkt in Mayen findet einen Tag nach dem Pferde- und Viehmarkt auf dem gleichen Gelände der einzige Schafsmarkt in Rheinland-Pfalz statt. Jährlich wechselnd wird eine Gebrauchtherdenschau bzw. eine Herdbuchschau durchgeführt, wobei die Sieger durch Preisrichter prämiert werden.

### Schweiz
In Appenzell findet die kantonale Viehschau von Appenzell Innerrhoden statt. Sie wird jeweils am ersten Dienstag im Oktober auf dem Brauereiplatz durchgeführt.
In vielen Gemeinden des Kantons Appenzell Ausserrhoden finden alljährlich im Herbst Viehschauen statt, von denen im Folgenden einige beschrieben werden. In der Gemeinde Stein hat die Viehausstellung einen festen Platz. Der mit der Viehschau verbundene Jahrmarkt findet seit 1871 alljährlich statt. An der Viehschau werden die schönste Kuh und der schönste Stier prämiert. Bei der Viehschau in Schönengrund prämiert eine Jury die schönste Kuh. 1885 wurde in Gais die erste Viehschau durchgeführt, die zweite war 1904, danach wurde sie regelmässig durchgeführt. In Urnäsch findet zum Alpabzug Ende September eine Viehschau statt, die 2024 ihr 125. Jubiläum feierte. Bei der Viehschau in Waldstatt fahren (hergeleitet vom schweizerdeutschen Wort «öberefahre») die Bauern am Morgen mit ihren Tieren durch das Dorf. Dabei sind die Bauern und ihre Familien in traditioneller Tracht gekleidet. Danach versammeln sich die Viehzüchter samt Vieh auf einem Platz. Die Tiere werden nachmittags in verschiedenen Kategorien ausgezeichnet. Um etwa 16 Uhr verlassen die Landwirte den Viehschauplatz wieder. In Herisau findet die traditionelle Viehschau jeweils am Dienstag nach dem Eidgenössischen Bettag statt. Die Viehschau in Heiden wird auf Mundart „Veechschau“ genannt. Jeweils am ersten Samstag im Oktober kommen die Bauern der Gemeinden Heiden und Grub AR mit ihrem Vieh auf den Henry-Dunant-Platz an der Seeallee, um die schönsten Kühe zu küren. In Speicher findet im September die eintägige Viehschau statt. In Speicher wird der Anlass zusätzlich mit einem mehrtägigen Jahrmarkt verbunden, der immer vor dem Zentralschulhaus aufgebaut wird.
In Mühlrüti im Kanton St. Gallen führt der Viehzuchtverein alljährlich eine Viehschau durch.

### Vereinigte Staaten
Die Viehschauen sind ein wichtiger Bestandteil der Minnesota State Fair, die eine der größten State Fairs in den Vereinigten Staaten ist. Hier werden viele verschiedene Nutztierarten ausgestellt. Die besten Exemplare jeder Art werden mit dem Blue Ribbon Award ausgezeichnet. Die meisten Schauen finden im Lee & Rose Warner Coliseum statt, einer großen überdachten Arena auf dem Messegelände. Das Coliseum wurde für die Messe 1951 fertiggestellt. Es wurde als Ersatz für das Hippodrom gebaut, das 1946 abgerissen wurde. Offene Viehschauen werden für Pferde, Rinder, Milchkühe, Schweine, Schafe, Milchziegen, Fleischziegen, Lamas, Geflügel (Hühner, Enten, Gänse, Truthähne, Tauben), Kaninchen und Hunde veranstaltet.
Die American Royal ist eine jährlich stattfindende große Veranstaltungsreihe mit landwirtschaftlichem Bezug. Im Spätjahr finden große Vieh- und Pferdeschauen an verschiedenen Veranstaltungsorten im Großraum Kansas City statt.

## Geflügelschau
Auf Geflügelschauen wird Federvieh, wie Hühner, Gänse, Enten, Puten und Tauben ausgestellt und bewertet.

## Kaninchenschau
Auf Kaninchenschauen werden Rasse-Kaninchen, die zum Kleinvieh zählen, ausgestellt und bewertet. Beispiele sind die Bundes-Kaninchenschau, die ebenso wie die Bundes-Rammlerschau vom Zentralverband Deutscher Rasse-Kaninchenzüchter (ZDRK) veranstaltet wird.